# Роберт Рубін
Роберт Едвард Рубін (англ. Robert Edward Rubin; нар. 29 серпня 1938) — американський політик, 70-й міністр фінансів США, банкір, підприємець.

## Біографія
Роберт Рубін народився в Нью-Йорку, в єврейській родині. Незабаром сім'я Рубіна переїхала в Маямі, де він закінчив середню школу Маямі-Біч. Був членом 35-го загону бойскаутів. У 1960 році Рубін закінчив економічний факультет Гарвардського коледжу, а в 1964 році отримав ступінь бакалавра права в юридичній школі Єльського університету. 9 травня 2008 Рубін став почесним доктором права Університету Маямі.
У 1966 році Роберт Рубін влаштовується на роботу в банк «Goldman Sachs» у відділ арбітражних ризиків. У 1971 році стає генеральним партнером банку. У 1980 році Рубін приходить до комітету з управління, разом з майбутнім губернатором Нью-Джерсі Джоном Корзіном. У 1990–1992 рр. голова та CEO Goldman Sachs. З 20 січня 1993 по 10 січня 1995 він служить у Білому домі помічником президента з економічної політики.
У січні 1995 року Роберт Рубін був затверджений на пост міністра фінансів США. У цей час Мексика була охоплена фінансовою кризою, яка загрожував перейти в дефолт за борговими зобов'язаннями. Президент Клінтон, з урахуванням рекомендацій Рубіна і голови Федеральної резервної системи Алана Грінспена, виділив сусідові США позику в 20 мільярдів доларів. У 1997–1998 роках Рубін тісно співпрацював з Грінспеном і економістом Лоуренсом Саммерсом з питання ефективної боротьби з кризою на фінансових ринках Росії, країн Азії та Латинської Америки. 15 лютого 1999 журнал «Time» назвав трьох політиків «комітетом з порятунку світу». Після закінчення терміну на посту міністра фінансів Рубін активно зайнявся бізнесом.